# Bufo dodsoni
Bufo dodsoni är en groddjursart som beskrevs av George Albert Boulenger 1895. Bufo dodsoni ingår i släktet Bufo och familjen paddor. Inga underarter finns listade.